# Chrysogaster simplex
Chrysogaster simplex är en tvåvingeart som beskrevs av Friedrich Hermann Loew 1843. Chrysogaster simplex ingår i släktet ängsblomflugor, och familjen blomflugor. Inga underarter finns listade i Catalogue of Life.